# Grundlagsrente
Grundlagsrenten er den rente, som indgår i det tekniske grundlag, og som grundpensioner beregnes på baggrund af. 
Finanstilsynet fastsætter den maksimale grundlagsrente med udgangspunkt i obligationsrenten.

## Ekstern henvisning
- Grundlagsrente – Københavns Universitet (Webside ikke længere tilgængelig)

## Reference
1. ↑  "Rapport om fastsættelse af maksimal grundlagsrente". Arkiveret fra originalen 9. marts 2016. Hentet 20. juli 2011.